# WD 1145+017 b
WD 1145+017 b или EPIC 201563164.01 — подтверждённая экзопланета у звезды WD 1145+017, находящейся на расстоянии около 476 световых лет (146 парсек или примерно 4,503⋅1015 км) от Солнца в созвездии Девы.
Планета открыта космическим телескопом «Кеплер» в рамках второй миссии «K2: Second Light», длившейся с 2009 по 2013 год. Наблюдения проводились также в течение примерно месяца с апреля 2015 года на 1,2-метровом телескопе Обсерватории имени Уиппла совместно с другим телескопом в Чили.
Материнская звезда WD 1145+017 является белым карликом спектрального класса DB. Планета была открыта транзитным методом, при котором измеряется потемнение диска звезды из-за прохождения перед ним планеты. Является первой обнаруженной планетой, обращающейся вокруг белого карлика.
Возможно, WD 1145+017 b является каменистой планетой. Можно оценить параметры взаимодействия планеты со звездой в тот период, когда звезда заканчивала эволюцию в виде красного гиганта. Температура поверхности составляет около 4000 K.
WD 1147+017 b меньше, чем любая известная миниземля, похожа на карликовые планеты Солнечной системы. Радиус планеты составляет около 0,03139 радиусов Земли — около 200 км (у Цереры радиус равен 490 км). Массы составляет 0,000016 массы Земли.
WD 1145+017 b обращается вокруг родительской звезды за 0,18745 дней, большая полуось орбиты — около 0,0054 а. е. Это один из наименьших известных орбитальных периодов среди известных экзопланет.
WD 1145+047 b постепенно испаряется под воздействием звезды из-за очень тесной орбиты и высокой температуры белого карлика. С поверхности планеты испаряются каменистые минералы, переходя в пространство вокруг звезды и образуя горячий пылевой диск, наблюдающийся вокруг родительской звезды. Вероятно, WD 1145+017 b в будущем разрушится (в ближайшие 100—200 млн лет) при дальнейшем испарении и абляции. Скорее всего, минипланета разделится на несколько фрагментов размерами до 90 км и даже в настоящее время может быть группой из нескольких планетезималей, что может объяснить некоторые особенности кривой блеска. Меньшие объекты также могут выбрасывать пыль и частицы в пространство на орбите.
В некоторых ситуациях наличие испарения позволяет объяснить, как планетная система эволюционировала после того, как звезда сбросила внешние слои в виде планетарной туманности, постепенно превращаясь в чёрный карлик.
Сведения об открытии были опубликованы в журнале Nature 22 октября 2015 года, было дано описание природы системы.